# Eärendil
(Invocazione a Eärendil, da Il Signore degli Anelli, Le due torri)
Eärendil, detto Eärendil il Beato, il Lucente o il Marinaio (in alcune traduzioni "il Navigatore"), è un personaggio di Arda, l'universo immaginario creato dallo scrittore inglese J. R. R. Tolkien, che compare ne Il Silmarillion e viene ripetutamente citato nel romanzo Il Signore degli Anelli. In quest'ultimo libro la storia del suo viaggio viene narrata quasi per intero in un canto composto da Bilbo Baggins a Gran Burrone, il regno del figlio di Eärendil, Elrond.
Il nome Eärendil significa "amante del mare"; un altro suo nome, Gil-estel, significa "stella dell'alta speranza".

## Storia
Nel racconto Quenta Silmarillion si racconta che Eärendil nacque nella città nascosta di Gondolin (ultima roccaforte elfica nel Beleriand) da Idril, elfa figlia del re Turgon e sposa di Tuor, uomo giunto a Gondolin grazie all'aiuto del Vala Ulmo.
Gondolin fu assediata e distrutta dalle forze oscure di Morgoth poco dopo la nascita di Eärendil: egli ed i suoi genitori si misero in salvo fuggendo, raggiungendo infine la foce del fiume Sirion.
Qui si stabilirono assieme ai rifugiati di un regno elfico distrutto dai figli di Fëanor, il Doriath, fra cui vi era Elwing. Questa era l'ultima erede della casa reale di quel regno, e aveva ereditato uno dei tre Silmaril, un gioiello in cui era imprigionata la luce che un tempo aveva rischiarato Valinor, il reame immortale dell'ovest ove ancora vivevano gli dei (i Valar) e le stirpi più nobili degli Elfi.
Eärendil sposò Elwing, da cui ebbe due figli: Elrond ed Elros. Da sottolineare che Eärendil ed Elwing erano cugini di quarto grado: in comune infatti avevano un avo umano di nome Bregor, che era quadrisavolo di Eärendil e trisavolo di Elwing.
Divenuto un grande navigatore, a bordo della sua nave (Vingilot in elfico, Rothinzil in lingua númenoreana), Eärendil navigò alla volta di Valinor assieme ad Elwing sua moglie e grazie al potere del suo Silmaril riuscì ad approdarvi. Là chiese aiuto per gli Elfi e gli Uomini - ormai quasi completamente sconfitti e dominati da Morgoth - e grazie alla sua ambasciata i Valar e gli Elfi di Valinor mossero guerra a Morgoth, abbattendone definitivamente il potere nella Guerra d'Ira, dove Eärendil uccise il drago Ancalagon.
Successivamente ad Elwing ed Eärendil fu imposto di non tornare più alla Terra di Mezzo; inoltre essi ed i loro discendenti (noti come Mezzelfi in quanto di stirpe mista umana ed elfica) dovettero scegliere a quale stirpe legare il proprio destino: Elwing, Eärendil ed Elrond scelsero la stirpe elfica (Eärendil era più attratto dalla stirpe degli uomini, ma scelse di divenire elfo per amore di Elwing), mentre Elros (da cui discese la famiglia reale di Númenor) scelse la stirpe umana.
Ad Eärendil fu tuttavia concesso di navigare a bordo della sua nave nell'oceano dell'aria, ovvero sulla volta celeste, da cui la luce che emana dal Silmaril porterà sempre speranza ai figli di Ilúvatar. Nella Terra di Mezzo egli verrà chiamato la Stella del Mattino.

## Etimologia e fonti di ispirazione
L'etimologia del nome Eärendil vorrebbe che esso significhi "amante del mare" nella lingua elfica Quenya.
Tuttavia lo stesso Tolkien ha dichiarato che il nome Eärendil deriva dall'antico anglo-sassone, dove éarendel (termine presente in versioni leggermente diverse in altre antiche lingue germaniche: Aurvandil in norvegese antico, Auriwandalo in longobardo, Orentil o Erentil in tedesco) viene usato per indicare un astro luminoso, tipicamente la stella del vespro o del mattino, cioè il pianeta Venere. Nel Signore degli Anelli infatti esso è utilizzato per indicare sia la stella che il personaggio (ad esempio l'esclamazione di Frodo al valico di Cirith Ungol, «Aiya Eärendil Elenion Ancalima!», è in Quenya e significa: «Ti saluto o Eärendil, la più luminosa delle stelle!»).
Pare che la scelta di questo nome fosse ispirata a Tolkien da due versi del poema religioso anglosassone Crist, che recita:
Infine, la "leggenda" di Eärendil nella forma raccontata da Tolkien avrebbe numerosi punti di contatto con leggende medievali dell'Irlanda celtica: quella di Immram e quella cristianizzata di san Brandano il navigatore.